# 环城南路 (宁波)
环城南路是中国浙江省宁波市一条道路，属于宁波市快速路网的一部分，起点位于海曙区秋实北路，跨奉化江，目前终点位于鄞州区东环南路，未来将延伸至北仑区富春江路。

## 历史

### 普通道路段
- 2004年5月，环城南路（机场路至宁南北路段）通车[3]。
- 2005年8月11日，环城南路（宁南北路至世纪大道段）通车[4]。
- 2006年10月1日，东苑立交建成通车[5]。
- 2011年2月1日，环城南路东段（世纪大道至东外环路段）通车[6]。

### 快速路段
- 2011年5月5日，环城南路快速路（机场路至东苑立交段）开工[7]。
- 2014年9月24日，东苑立交快速化改造（环城南路快速路福明南路至后殷路段）开工[8]。
- 2014年12月30日，环城南路快速路（机场路至环城西路段）、（广德湖北路至福明南路段）通车，其中广德湖北路至福明路段单向通车[9]，环城西路至广德湖北路段因工程质量问题返工而未通车[10]。
- 2015年3月31日，环城南路快速路（机场路至福明南路段）正式通车[11]。
- 2016年9月26日，环城南路东段快速化改造（环城南路快速路后殷路至东外环路）开工[12]。
- 2016年12月5日，环城南路快速路（福明南路至后殷路段）通车[13]。
- 2017年3月30日，环城南路西延（甬金连接线至机场路段）正式开工[14]。
- 2019年9月28日，环城南路快速路（后殷路至东外环路）通车[12]。
- 2019年9月30日，环城南路西延一期（薛家南路至机场路段）通车[15]。
- 2021年2月9日，西延联丰中路至薛家南路段通车[16]。
- 2022年6月29日，西延秋实北路至联丰中路段通车[17]。

## 地面相交道路
- 秋实北路（ 204省道）
- 望童路
- 联丰中路
- 薛家南路
- 机场路
- 通达路
- 丽园南路
- 环城西路
- 鄞奉路
- 芝兰桥，跨奉化江
- 宁南北路
- 天童北路
- 钱湖北路
- 桑田南路
- 沧海路
- 世纪大道（立交）
- 海晏南路
- 福庆南路
- 盛莫路
- 东环南路（立交， 202省道）

## 快速路出入口和立交列表
| 里程                                                                                         | 类型        | 名称           | 连接                 | 说明                                             |
| -------------------------------------------------------------------------------------------- | ----------- | -------------- | -------------------- | ------------------------------------------------ |
|                                                                                              | 枢纽        | 秋实路立交     | 秋实北路高架         |                                                  |
|                                                                                              | 出入口      | 望童路         | 望童路               |                                                  |
|                                                                                              | 出入口      | 阳光路（西）   | 阳光路               |                                                  |
|                                                                                              | 出入口      | 联丰中路（东） | 联丰中路             |                                                  |
|                                                                                              | 出入口      | 薛家南路（东） | 薛家南路             |                                                  |
|                                                                                              | 枢纽        | 机场路立交     | 机场路               |                                                  |
|                                                                                              | 出入口      | 环城西路       | 环城西路             |                                                  |
|                                                                                              | 河流 · 桥梁 | 芝兰桥         | 芝兰桥               |                                                  |
|                                                                                              | 出入口      | 广德湖北路     | 广德湖北路           | 限西向南、东向南出，南往西（东）、北往东入       |
|                                                                                              | 出入口      | 宁南北路（东） | 宁南北路             |                                                  |
|                                                                                              | 出入口      | 天童北路（西） | 天童北路             | 仅入口                                           |
|                                                                                              | 出入口      | 钱湖北路       | 钱湖北路 中兴南路    | 西向无入口                                       |
|                                                                                              | 出入口      | 福明南路       | 福明南路             | 限南往西（东）、北往西入，西往南、东往北出       |
|                                                                                              | 枢纽        | 世纪大道立交   | 世纪大道             |                                                  |
|                                                                                              | 出入口      | 后殷路（西）   | 后殷路               |                                                  |
|                                                                                              | 出入口      | 海晏南路（东） | 海晏南路             |                                                  |
|                                                                                              | 出入口      | 盛莫路         | 盛莫路               |                                                  |
|                                                                                              | 出入口      | 盛梅南路（西） | 盛梅南路             | 入口仅能前往东环南路南向，出口限环城南路主线前往 |
|                                                                                              | 枢纽        | 东环南路立交   | 东环南路（ 202省道） |                                                  |
| 1.000 英里 = 1.609 千米；1.000 千米 = 0.621 英里 并行路段 • 已关闭／取消 • 限制进入 • 未开放 |             |                |                      |                                                  |